# درة بيد (بهمئي غرمسيري الشمالي)
درة بید (بالفارسية: دره بید) هي قرية تقع في إيران في قسم بهمئي غرمسیري الشمالي الريفي. يقدر عدد سكانها بـ 391 نسمة .